# Commandos 2: Ludzie odwagi
Commandos 2: Ludzie odwagi (ang. Commandos 2: Men of Courage) – komputerowa strategiczna gra czasu rzeczywistego osadzona w realiach II wojny światowej, wyprodukowana przez hiszpańskie studio Pyro Studios i wydana przez Eidos Interactive. Grę wyprodukowano początkowo w wersji na platformy Microsoft Windows, PlayStation 2 i Xbox. Jest to druga część serii gier komputerowych Commandos i kontynuacja gry Commandos: Za linią wroga. Gracz kieruje w niej oddziałem żołnierzy brytyjskich sił specjalnych (Commando), wykonujących zadania dywersyjne na terenach okupowanych przez III Rzeszę i cesarską Japonię.
Premiera gry odbyła się 20 września 2001 roku w wersji na system operacyjny Microsoft Windows, zaś porty na konsole PlayStation 2 i Xbox ukazały się na przełomie sierpnia i września 2002 roku. Latem 2005 roku ukazała się wersja na system OS X stworzona przez Zonic Limited i wydana przez Feral Interactive. Ulepszenia w stosunku do poprzednich części serii dotyczą zmiany silnika graficznego, zwiększenia liczby bohaterów i usprawnień dotyczących rozgrywki.
Komputerowa wersja gry została pozytywnie oceniona przez recenzentów, natomiast jej konsolowe edycje nie wzbudziły entuzjazmu wśród krytyków. Wśród zalet gry wymieniano oprawę graficzną opartą na odnowionym silniku graficznym oraz udźwiękowienie, natomiast krytykowano wysoki poziom trudności i nieprzyjazny interfejs.

## Fabuła

### Bohaterowie
W grze gracz przejmuje kontrolę nad ośmioma bohaterami, którzy uczestniczą w akcjach dywersyjnych podczas II wojny światowej. Każda z postaci ma odrębną charakterystykę.
- Jack O’Hara[a] (Zielony Beret) – irlandzki żołnierz w służbie British Army, urodzony w Dublinie w 1909 roku. Został skazany na roboty przymusowe za pobicie wysokiego rangą oficera, ale umorzono mu karę, gdy wstąpił do komandosów[23].
- Rene Duchamp (Szpieg) – członek francuskiego ruchu oporu, urodzony w Lyonie w 1911 roku. Przed II wojną światową był na stanowisku szefa bezpieczeństwa we francuskiej ambasadzie w Berlinie, natomiast po wybuchu wojny wstąpił do Resistance[24]
- Thomas Hancock (Saper) – brytyjski żołnierz, urodzony w Liverpoolu w 1911 roku. W 1939 roku dołączył do armii, a rok później zgłosił się na ochotnika do komandosów[24].
- James Blackwood (Płetwonurek) – żołnierz pochodzący z Australii, urodzony w 1911 roku. Po dołączeniu do Royal Navy za swoje zasługi został awansowany na kapitana, lecz został zdegradowany za niesubordynację. Dołączył do komandosów jako zwykły żołnierz[25].
- Samuel Brooklyn[b] (Kierowca) – Amerykanin urodzony w 1910 roku w Brooklynie. W 1937 roku opuścił Stany Zjednoczone i wstąpił do armii brytyjskiej, za zasługi w służbie wojskowej został przydzielony do komandosów[25].
- Sir Francis T. Woolridge (Snajper) – brytyjski arystokrata urodzony w Sheffield w 1909 roku. Jest specjalistą od broni wyborowej[26].
- Natasha Nikochevski – członkini holenderskiego ruchu oporu pochodzenia rosyjskiego, urodzona w 1912 roku w Kijowie z małżeństwa Holendra z Rosjanką. W 1943 roku dołączyła do ruchu oporu w Holandii. Współpracuje z komandosami w niektórych misjach[26].
- Paul Toledo (Złodziej) – francuski włamywacz urodzony w 1916 roku w Paryżu. W 1940 roku rozpoczął współpracę z komandosami dzięki rekomendacji ze strony Duchampa[27].

### Streszczenie
Akcja gry rozpoczyna się w maju 1941 roku. Do niemieckiej bazy okrętów podwodnych w La Rochelle dopływa Paul Toledo, który przy współpracy z Nataszą Nikochevski zdobywa maszynę szyfrującą Enigma, ukrytą w sejfie oficerskim. Nikochevski później udziela pomocy w lokalizacji bazy głównej grupie komandosów, która przybywa następnego dnia z zadaniem odzyskania przejętego przez Niemców brytyjskiego okrętu podwodnego E-423. Komandosi niszczą działka przeciwlotnicze na terenie bazy oraz magazyn torped, po czym uciekają na pokładzie okrętu wraz z jego załogą.
Na Morzu Północnym okręt zostaje jednak przejęty przez Niemców, a załoga – zmuszona do jego wynurzenia, po czym ostrzał z niemieckiego niszczyciela prowadzi do zatopienia brytyjskiej łodzi podwodnej. Niemcy konfiskują Enigmę i biorą do niewoli całą załogę, z wyjątkiem Jamesa Blackwooda, który kryje się w dziobie okrętu. Wkrótce udaje mu się nawiązać kontakt z Thomasem Hancockiem, który również zdołał uciec. Po odbiciu załogi komandosi odzyskują Enigmę oraz detonują działa wrogiego niszczyciela i uszkadzają jego silnik. Gdy dowództwo nakazuje żołnierzom brytyjskim jak najszybsze dowiezienie maszyny szyfrującej do Wielkiej Brytanii, Jack O’Hara i Rene Duchamp odlatują przejętym Fieselerem Fi 156, podczas gdy reszta oddziału kontynuuje podróż okrętem podwodnym.
Rok później komandosi wyruszają na obszar wojny na Pacyfiku. Podczas misji na Birmie odbijają pojmanego przez Japończyków przywódcę duchowego, po czym z pomocą żołnierzy gurkhijskich zabijają lokalnego tyrana sprzyjającego Japonii. 17 czerwca 1942 roku komandosi zostają wysłani do północnej Tajlandii, gdzie udaje im się uratować brytyjskiego pułkownika Guinnessa. Ten w podzięce pomaga im zdetonować most na rzece Kwai, ujawniając jego słabości konstrukcyjne. Most zostaje zniszczony w chwili, gdy przejeżdża przez niego pociąg japoński.
W lipcu 1942 roku komandosi lądują na silnie ufortyfikowanej wyspie Savo z zadaniem wysadzenia w powietrze potężnych dział artyleryjskich, co ma poprzedzić operację Watchtower. Na wyspie pomaga im rozbitek Wilson. Po zniszczeniu artylerii żołnierze brytyjscy ratują uziemionego pilota amerykańskiego. Pilot wyjawia im informację o położeniu złotego posągu małpy o symbolicznym dla Japończyków znaczeniu. O’Hara kradnie posąg. Następnie komandosi ewakuują się na pokładzie łodzi latającej Kawanishi H8K.
Wiosną 1944 roku komandosi zostają wysłani do Hajfongu w Indochinach Francuskich, gdzie niszczą składy paliwowe umieszczone w porcie oraz infiltrują japoński lotniskowiec „Shinano”. Po odpłynięciu okrętu sabotują myśliwce Mitsubishi A6M i ujwaniają pozycję lotniskowca, a następnie odlatują dwoma myśliwcami. „Shinano” zostaje zbombardowane przez amerykańskie myśliwce F4U Corsair.
Po misjach nad Pacyfikiem komandosi zostają oddelegowani do Europy na potrzeby lądowania w Normandii. Następnie bronią francuskiego miasteczka przed atakiem sił niemieckich. Wkrótce potem Toledo zostaje porwany i przewieziony do zamku w Colditz, gdzie ma zostać stracony za szpiegostwo. Komandosi jednak go odbijają i umożliwiają jeńcom wojennym ucieczkę w niemieckich mundurach. Potem żołnierze brytyjscy zdobywają tajne plany od trzech wysokich rangą oficerów niemieckich. Odkrywają niemieckie zamiary zniszczenia Paryża przed jego wyzwoleniem przez aliantów.
W sierpniu 1944 roku pełny oddział komandosów przybywa do Paryża i udaremnia zamiary Niemcóww, rozbrajając ładunki wybuchowe umieszczone na budynkach miasta, po czym opuszcza stolicę Francji na pokładzie sterowca zawieszonego na szczycie wieży Eiffla.

## Rozgrywka
Commandos 2 jest strategiczną grą czasu rzeczywistego w odmianie taktycznej, co oznacza, że gracz w czasie rzeczywistym kieruje niewielką, z góry zdefiniowaną przez grę grupą żołnierzy. W grze Commandos 2: Ludzie odwagi gracz wciela się w dowódcę oddziału żołnierzy brytyjskich sił specjalnych Commando, wykonując zróżnicowane misje polegające na ratowaniu sojuszniczych ludzi, zabijaniu wrogich oficerów, sabotowaniu obiektów przemysłowych czy też kradzieży wrogich dokumentów. Świat gry jest przedstawiony w rzucie izometrycznym, w którym można obrócić kamerę co 90°, jak również ją przybliżać i oddalać. Postacie poruszające się po mapie są trójwymiarowe, a kamerę wewnątrz budynków i tuneli można swobodnie obracać.
Do wykonania zawartych w grze zadań przydzielona zostaje graczowi grupa bohaterów. Mają oni specyficzne dla siebie umiejętności i wzajemnie się uzupełniają. Zielony Beret jako najsprawniejszy z komandosów może ogłuszać wrogich strażników i wspinać się po murach, a najczęściej używaną przez niego bronią jest nóż. Szpieg potrafi przebierać się w mundury oficerskie i, korzystając ze swej „rangi”, wydawać rozkazy wrogim żołnierzom. Saper jest doświadczony w podkładaniu ładunków wybuchowych oraz min, a także w używaniu broni ciężkiej (granaty, granatniki, miotacze ognia). Płetwonurek potrafi pływać pod wodą oraz wspinać się po murach i budynkach. Domeną Kierowcy jest kierowanie wszelkimi pojazdami, ustawianie pułapek i używanie zasłon dymnych. Snajper specjalizuje się w eliminacji wrogów z dystansu za pomocą karabinu wyborowego. Rolą Nataszy jest odwracanie uwagi wrogich strażników od działań komandosów. Natomiast Złodziej specjalizuje się we włamaniach do budynków, sprawnym poruszaniu się po budowlach oraz kradzieży przedmiotów należących do wroga. Podczas niektórych misji do drużyny tymczasowo dołącza również kilka innych osób. Członkiem drużyny w grze jest także pies Whiskey, który potrafi transportować drobne przedmioty oraz odwracać uwagę wrogich strażników.
W działaniach graczowi przeszkadzają obdarzeni sztuczną inteligencją wrodzy strażnicy. Żołnierze wroga mają określone pole widzenia (zależne od tego, czy bohater kierowany przez gracza przyjmuje pozycję stojącą, czy leżącą), którego przekroczenie przez postacie gracza powoduje reakcję strażników. Po dostrzeżeniu postaci gracza wrogowie potrafią organizować siły – część z nich zostaje na stanowisku, pozostali zaś zostają przydzieleni do ataku lub poszukiwania dywersanta. Patrole przeprowadzane przez nich, w przypadku zagrożenia atakiem gracza, obejmują większą część terenu niż podczas zwykłego rozpoznania. Dodatkowo do akcji może wkroczyć elitarna piechota. Zaalarmować straż mogą także wojskowe dobermany i cywile. Jednak żołnierze wroga są podatni na napoje alkoholowe – zasypiają po wypiciu butelki zawierającej trunki. Ponadto nie zauważają komandosów ukrytych w cieniu, a po zgubieniu przez gracza pościgu wracają na swoje stanowiska. Kierowane przez gracza postacie mogą zginąć nie tylko w walce z nieprzyjacielem, ale również w wyniku przechłodzenia organizmu lub braku dostępu do tlenu. Mają także ograniczoną wytrzymałość.
W grze Commandos 2 znajduje się 12 misji, w tym dwie treningowe. Rozgrywają się one we Francji, w Niemczech, na Oceanie Arktycznym, w Indiach, Japonii i Azji Południowo-Wschodniej. Zadania wykonywane na tych terenach sprowadzają się do destrukcji wrogich obiektów, uwalniania więźniów, szpiegostwa lub obrony stanowisk. Podczas wykonywania misji można odnaleźć fragmenty układanki ze zdjęciami kierowanych bohaterów. Za zebranie wszystkich części gracz otrzymuje nagrodę w postaci dodatkowych poziomów. Po zakończeniu misji gra ocenia sposób jej wykonania przez gracza. Premiowane jest w niej wykonywanie zadań opcjonalnych, dyskrecja oraz obezwładnianie przeciwników zamiast ich zabijania.
Zmiany w stosunku do poprzedniej części serii polegają na usprawnieniu działania sztucznej inteligencji oraz rozszerzeniu zakresu ogólnych umiejętności komandosów. Zyskali oni zdolność przenoszenia zwłok, przebierania się w stroje wrogich strażników, używania zestawów pierwszej pomocy, prowadzenia pojazdów oraz przecinania drutów kolczastych. Wszyscy bohaterowie mogą też użyć karabinów i pistoletów maszynowych. Druga część gry Commandos została również wyposażona w nowy silnik obsługujący grafikę trójwymiarową. 
Zmieniony w porównaniu z pierwszą częścią został także interfejs. Każda z postaci posiada plecak o ograniczonej objętości. W związku z tym pojawiły się przedmioty (na przykład broń), które bohaterowie mogą zabrać przeciwnikowi i umieścić w plecaku. Każdy komandos może użyć tylko przedmiotu, do którego obsługi został wyszkolony. Możliwa jest wymiana rzeczy pomiędzy kierowanymi postaciami.

## Wydanie gry
5 maja 2000 roku firma Eidos Interactive ogłosiła listę gier będących w produkcji, które miały zostać przedstawione na Electronic Entertainment Expo (E3). Na niej znalazła się gra o tytule Commandos 2. Początkowo planowano ją wydać tylko w wersji na komputery osobiste, jednak 27 października 2000 roku Eidos ogłosił, że trwają także prace nad wersjami na konsole PlayStation 2 i Dreamcast. Commandos 2 została zaprezentowana także na targach E3 2001; wtedy zyskała podtytuł Men of Courage, a jej wydanie na PC zapowiedziano na jesień 2001.
31 lipca 2001 roku główny projektant Pyro Studios, Gonzalo Suarez ogłosił, że ukończono wersję Commandos 2: Men of Courage na platformę Microsoft Windows. 2 sierpnia 2001 roku Eidos oficjalnie potwierdził, iż zostanie ona wydana w Europie 21 września. W Stanach Zjednoczonych pierwsze egzemplarze gry pojawiły się w sklepach 18 września, a sprzedaż rozpoczęła się 20 września. Natomiast w Wielkiej Brytanii datę wydania przesunięto na 28 września ze względu na problemy z tłoczeniem płyt. W Polsce gra ukazała się 2 października z podtytułem Ludzie odwagi.
Gdy Sega oficjalnie ogłosiła zakończenie wsparcia dla Dreamcasta, edycja gry Commandos 2 na tę konsolę, początkowo zapowiadana na 1 maja 2001 roku, ostatecznie nigdy się nie ukazała. Trwały natomiast prace nad wersją na PlayStation 2, rozpoczęto też produkcję gry Commandos 2 na Xboksa. Obie edycje wydano na przełomie sierpnia i września 2002 roku.

## Odbiór gry

### Windows
Wersja Commandos 2 na system operacyjny Microsoft Windows została ciepło przyjęta przez recenzentów, osiągając według agregatora GameRankings średnią wynoszącą 85% maksymalnych ocen, a według Metacritic – 87. Krytycy chwalili głównie oprawę graficzną ze względu na jej szczegółowość, płynność ruchów postaci i możliwość obrotu kamery. Doceniono także większą swobodę działań niż w poprzedniej części i poprawę interfejsu. Recenzenci oceniali pozytywnie też oprawę dźwiękową, z wyjątkiem monotonnych głosów postaci, oraz muzykę do gry.
Krytykowano głównie podejście twórców do kwestii technicznej gry. Carlos Noguero Galilea z hiszpańskiego portalu MeriStation pisał, że zmiana rozdzielczości na wyższą niż domyślna 640x480 nie wpływa na jakość obrazu. Krytycy stwierdzili, iż przybliżenie kamery skutkuje pikselizacją widocznego obrazu. Greg Kasavin z portalu GameSpot i Dan Adams ze strony IGN napotkali dodatkowo błąd polegający na wychodzeniu gry do systemu przy próbie ładowania zapisanych stanów gry. William Harms z pisma „PC Gamer US” natomiast stwierdził, że gra przestaje działać już w trakcie zapisywania stanu gry.
Wśród wad wymieniano także brak właściwego wprowadzenia użytkownika w zasady gry. Dwie misje szkoleniowe wbudowane w Commandos 2 Greg Kasavin określił najtrudniejszymi samouczkami w historii gier, natomiast William Harms stwierdził, że nie wyjaśniają one żadnych właściwości gry. Wśród wad gry wymienionych przez krytyków znalazły się także wysoki poziom trudności i niedopracowana sztuczna inteligencja wrogów. Przykładowo, nie potrafili oni ustalać taktyki walki z napotkanymi komandosami, a po odzyskaniu przytomności utraconej w wyniku ogłuszenia wracali do swoich zajęć, nie podejrzewając obecności postaci gracza.

### PlayStation 2 i Xbox
Porty gry Commandos 2 na konsole PlayStation 2 i Xbox przeciętnie zyskiwały niższe oceny niż oryginalna wersja na Windows. Greg Kasavin chwalił sposób przeniesienia systemu sterowania gry z klawiatury i myszy komputerowej na konsolowe gamepady. Pozytywnie o tej konwersji kontrolerów wyrazili się też Hilary Goldstein i Jeremy Dunham z portalu IGN, natomiast Peter Suciu i John Murrin z portalu GameSpy uznali grę na gamepadzie za niewygodną.
Wersja na PlayStation 2 była krytykowana za oprawę graficzną, ze względu na rozmycie obrazu występujące na telewizorach i niewyraźny interfejs. Kasavin uznał oprawę graficzną gry na Xboksie za lepszą. Goldstein i Dunham natomiast zarzucali systemowi obrotu kamery nieintuicyjność na obu konsolach.
Obie edycje konsolowe gry spotkały się z ostrą krytyką co do wysokiego poziomu trudności.